# والپرتس کیرشن
والپرتس کیرشن (به آلمانی: Walpertskirchen) یک شهر در آلمان است که در بایرن واقع شده‌است.

## خصوصیات
والپرتس کیرشن ۱۸٫۴۵ کیلومترمربع مساحت دارد ۴۶۸-۵۳۹ متر بالاتر از سطح دریا واقع شده‌است.